# Trachelophora spinipennis
Trachelophora spinipennis là một loài bọ cánh cứng trong họ Cerambycidae.